# Bướm ruồi đuôi xù

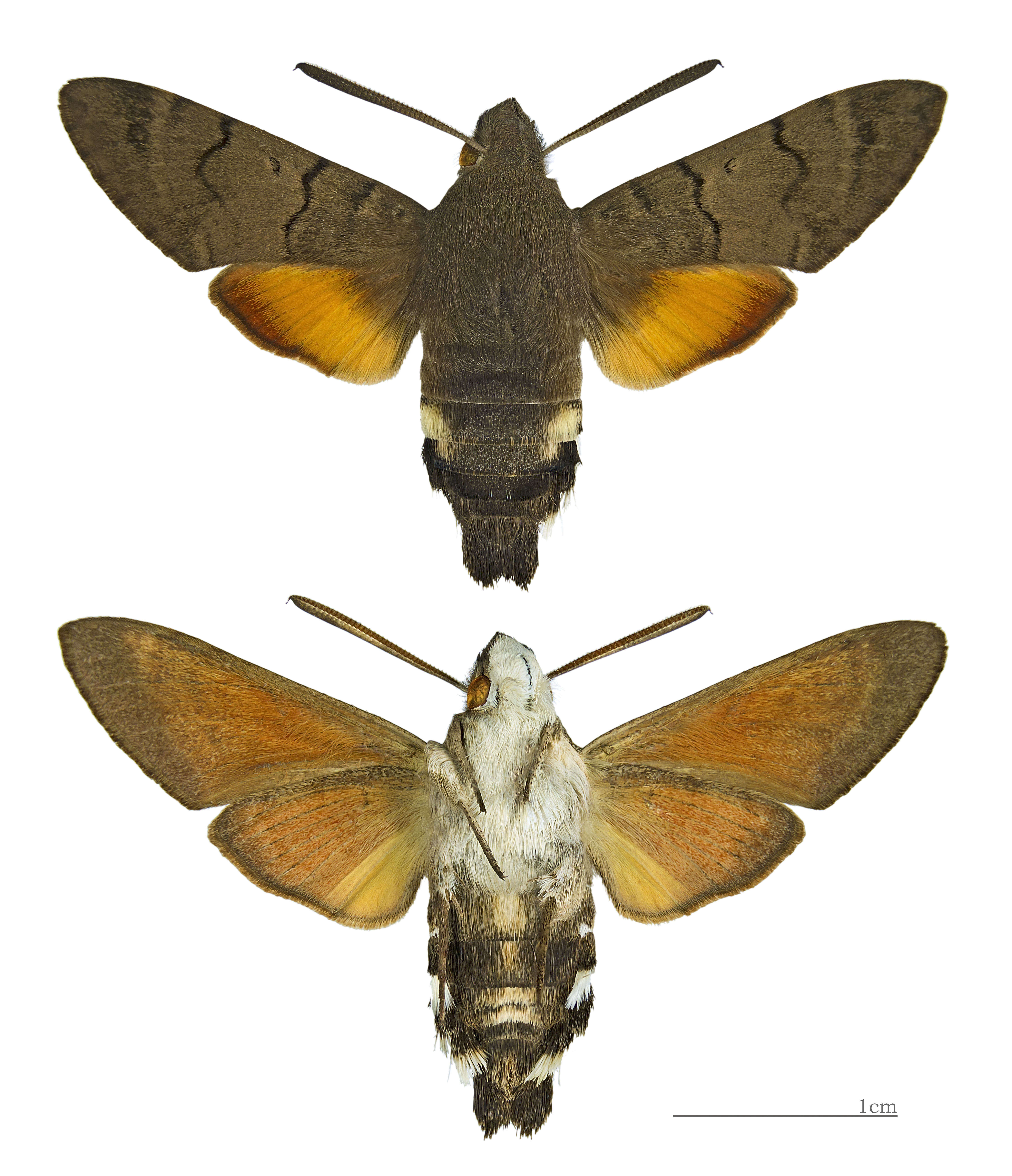
Macroglossum stellatarum

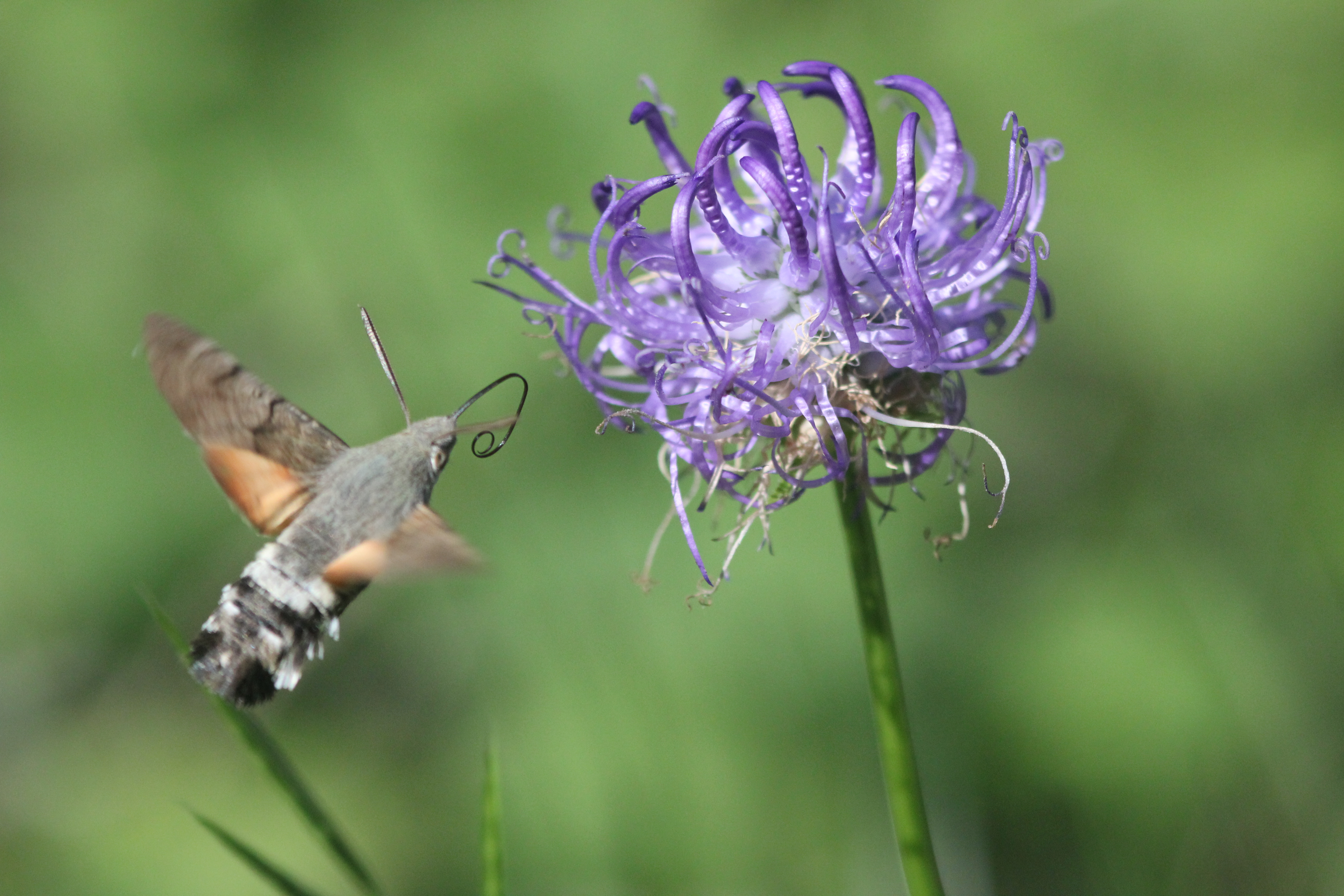
Macroglossum stellatarum

Bướm ruồi đuôi xù, tên khoa học Macroglossum stellatarum, là một loài bướm đêm thuộc họ Sphingidae. Nó bay vào ban ngày, đặc biệt là lúc trời sáng, nhưng đôi lúc vào lúc chạng vạng,, và thậm chí khi trời mưa. Khả năng của loài này được nghiên cứu rất nhiều, và nó cũng thể hiện khả năng học màu sắc tương đối tốt.

## Thực vật chủ
Ấu trùng thường ăn lá cây sữa đông hay madder (Rubia) nhưng cũng có thể ăn các loài khác Rubiaceae và Centranthus, Stellaria, và Epilobium.